# (3368) Duncombe
Pour les articles homonymes, voir Duncombe.
(3368) Duncombe est un astéroïde de la ceinture principale.

## Description
(3368) Duncombe est un astéroïde de la ceinture principale. Il fut découvert le 22 août 1985 à la station Anderson Mesa par Edward L. G. Bowell. Il présente une orbite caractérisée par un demi-grand axe de 3,39 UA, une excentricité de 0,09 et une inclinaison de 19,1° par rapport à l'écliptique.

## Compléments